# Aire d'attraction de Fougères
L'aire d'attraction de Fougères est un zonage d'étude défini par l'Insee pour caractériser l’influence de la commune de Fougères sur les communes environnantes. Publiée en octobre 2020, elle se substitue à l'aire urbaine de Fougères, qui comportait 19 communes dans le dernier zonage qui remontait à 2010.

## Définition
L'aire d'attraction d'une ville est composée d’un pôle, défini à partir de critères de population et d’emploi ainsi que d’une couronne constituée des communes dont au moins 15 % des actifs travaillent dans le pôle. Le pôle d’attraction constitue ainsi un point de convergence des déplacements domicile-travail,.

## Type et composition
L’aire d'attraction de Fougères est une aire inter-régionale qui comporte 27 communes : 25 situées en Ille-et-Vilaine et 2 dans la Mayenne (La Pellerine et Saint-Ellier-du-Maine). 
Elle est catégorisée dans les aires de 50 000 à moins de 200 000 habitants.
Dans la région, la population est relativement peu concentrée dans les pôles. Ainsi, moins d’un tiers de la population y vit contre plus de la moitié au niveau national. C’est en particulier le cas pour l’aire d'attraction de Fougères qui présente une population de 52 088 habitants en 2019, dont 51 102 habitants localisés dans la région et dont 40 % résident dans le pôle.
En Bretagne, la population augmente de 0,6 % par an en moyenne entre 2007 et 2017 (+ 0,5 % en France). Pour l’aire de Fougères, elle est de 0,3 %. Le nombre d’emplois présents dans l’aire d’attraction est de 20 898.

### Carte

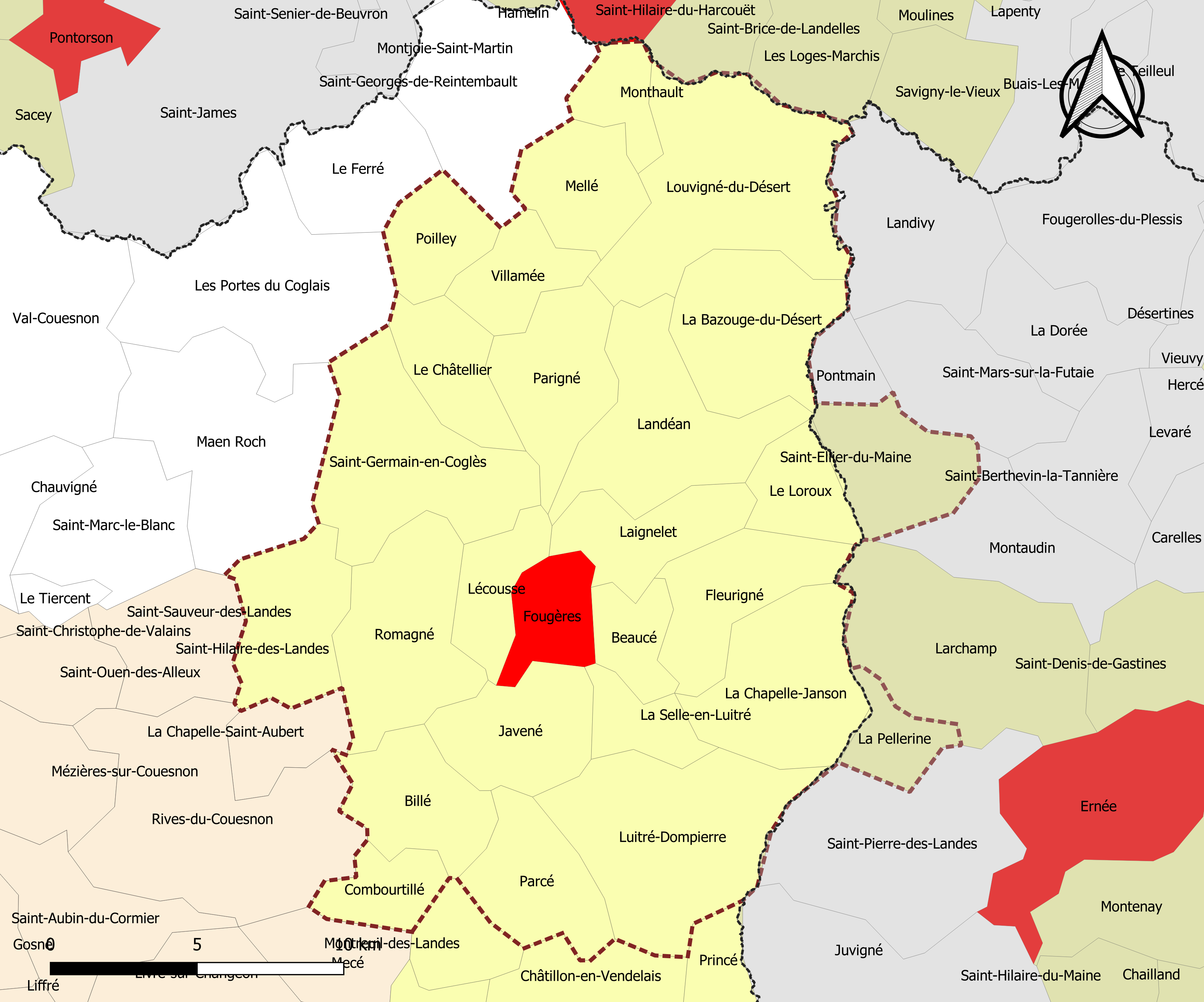
Carte de l'aire d'attraction de Fougères.
Commune-centre
Commune de la couronne

### Composition communale
| Nom                       | Code Insee | Département     | Statut                 | Superficie (km2) | Population (dernière pop. légale) | Densité (hab./km2) | Modifier                                    |
| ------------------------- | ---------- | --------------- | ---------------------- | ---------------- | --------------------------------- | ------------------ | ------------------------------------------- |
| Fougères (commune-centre) | 35115      | Ille-et-Vilaine | commune-centre         | 10,46            | 20 602 (2022)                     | 1 970              | modifier les données · modifier les données |
| La Bazouge-du-Désert      | 35018      | Ille-et-Vilaine | commune de la couronne | 24,60            | 1 080 (2022)                      | 44                 | modifier les données · modifier les données |
| Beaucé                    | 35021      | Ille-et-Vilaine | commune de la couronne | 8,17             | 1 289 (2022)                      | 158                | modifier les données · modifier les données |
| Billé                     | 35025      | Ille-et-Vilaine | commune de la couronne | 16,96            | 1 038 (2022)                      | 61                 | modifier les données · modifier les données |
| La Chapelle-Janson        | 35062      | Ille-et-Vilaine | commune de la couronne | 26,96            | 1 501 (2022)                      | 56                 | modifier les données · modifier les données |
| Le Châtellier             | 35071      | Ille-et-Vilaine | commune de la couronne | 13,43            | 427 (2022)                        | 32                 | modifier les données · modifier les données |
| Combourtillé              | 35086      | Ille-et-Vilaine | commune de la couronne | 9,25             | 608 (2022)                        | 66                 | modifier les données · modifier les données |
| Fleurigné                 | 35112      | Ille-et-Vilaine | commune de la couronne | 18,17            | 929 (2022)                        | 51                 | modifier les données · modifier les données |
| Javené                    | 35137      | Ille-et-Vilaine | commune de la couronne | 18,45            | 2 185 (2022)                      | 118                | modifier les données · modifier les données |
| Laignelet                 | 35138      | Ille-et-Vilaine | commune de la couronne | 14,83            | 1 217 (2022)                      | 82                 | modifier les données · modifier les données |
| Landéan                   | 35142      | Ille-et-Vilaine | commune de la couronne | 27,31            | 1 225 (2022)                      | 45                 | modifier les données · modifier les données |
| Lécousse                  | 35150      | Ille-et-Vilaine | commune de la couronne | 11,07            | 3 423 (2022)                      | 309                | modifier les données · modifier les données |
| Le Loroux                 | 35157      | Ille-et-Vilaine | commune de la couronne | 11,56            | 618 (2022)                        | 53                 | modifier les données · modifier les données |
| Louvigné-du-Désert        | 35162      | Ille-et-Vilaine | commune de la couronne | 41,66            | 3 352 (2022)                      | 80                 | modifier les données · modifier les données |
| Luitré-Dompierre          | 35163      | Ille-et-Vilaine | commune de la couronne | 38,83            | 1 844 (2022)                      | 47                 | modifier les données · modifier les données |
| Mellé                     | 35174      | Ille-et-Vilaine | commune de la couronne | 15,50            | 648 (2022)                        | 42                 | modifier les données · modifier les données |
| Monthault                 | 35190      | Ille-et-Vilaine | commune de la couronne | 8,20             | 250 (2022)                        | 30                 | modifier les données · modifier les données |
| Parcé                     | 35214      | Ille-et-Vilaine | commune de la couronne | 16,88            | 652 (2022)                        | 39                 | modifier les données · modifier les données |
| Parigné                   | 35215      | Ille-et-Vilaine | commune de la couronne | 20,72            | 1 301 (2022)                      | 63                 | modifier les données · modifier les données |
| Poilley                   | 35230      | Ille-et-Vilaine | commune de la couronne | 10,78            | 380 (2022)                        | 35                 | modifier les données · modifier les données |
| Romagné                   | 35243      | Ille-et-Vilaine | commune de la couronne | 26,93            | 2 434 (2022)                      | 90                 | modifier les données · modifier les données |
| Saint-Germain-en-Coglès   | 35273      | Ille-et-Vilaine | commune de la couronne | 32,09            | 2 091 (2022)                      | 65                 | modifier les données · modifier les données |
| Saint-Sauveur-des-Landes  | 35310      | Ille-et-Vilaine | commune de la couronne | 18,84            | 1 565 (2022)                      | 83                 | modifier les données · modifier les données |
| La Selle-en-Luitré        | 35324      | Ille-et-Vilaine | commune de la couronne | 7,32             | 618 (2022)                        | 84                 | modifier les données · modifier les données |
| Villamée                  | 35357      | Ille-et-Vilaine | commune de la couronne | 10,66            | 291 (2022)                        | 27                 | modifier les données · modifier les données |
| La Pellerine              | 53177      | Mayenne         | commune de la couronne | 8,18             | 296 (2022)                        | 36                 | modifier les données · modifier les données |
| Saint-Ellier-du-Maine     | 53213      | Mayenne         | commune de la couronne | 17,49            | 496 (2022)                        | 28                 | modifier les données · modifier les données |